# 生物時計
生物時計（せいぶつどけい、英: biological clock）とは、生物が生まれつきそなえていると考えられる時間測定機構。体内時計（たいないどけい）、生理時計（せいりどけい、英: physiological clock）とも言う。生物の睡眠や行動の周期に影響を与える。哺乳類では脳の視交叉上核によるとみなされている。生物時計の代表的な例として、約25時間周期で変動する生理現象であり、動物、植物、菌類、藻類などほとんどの生物に存在している概日リズムがある。

## 概説
生物時計とは、生物が生まれつきそなえていると思われる、時間を測定するしくみのことである。 生物時計は通常、人の意識に上ることはない。しかし睡眠の周期や行動などに大きな影響を及ぼしており、夜行性・昼行性の動物の行動も生物時計で制御されている。例えば食餌の前に胃酸や分解酵素があらかじめ準備されるが、これらも生命時計によるもので、生命時計は個体の能力を最大限には発揮させるに不可欠なものである。また、昆虫では活動時間に時間差をもたらすことで限られた空間を共有し、同種の異性との出会いの機会を増やすなど動物の生存にとって重要な「時間的住み分け」と「行動の時間配分」を行っている（岡山大学 富岡憲治）。
鳥が渡りをする時に太陽の位置を見て方角を定めることができること（太陽コンパス）などからも生物時計が確かに存在していることが知られている。他にもミツバチが外界から隔てられ日の光も入らない巣の中で仲間に蜜の方向を仲間にダンスで知らせる方法も、その時刻での太陽の方角を規準にしているので、そこにも時計機構が介在していると想定されるのである。また、植物の花・芽の形成が日長に支配される現象も、時計機構と密接な関係がある。
1960年ころから生物時計に対する生物学者の関心が高まってきた。日本でも同様で、1970年代に研究が活発になり生物リズム研究会が生まれ、1990年代に日本時間生物学会へと発展した。

## 概日リズム
生物時計はいくつも知られているが、たとえばサーカディアンリズム（概日リズム）、光周期性（光周性）などがある。周期は短いものから長いものまで様々あり、短い周期のものでは、酸化還元補酵素の還元度の周期変化による秒・分単位のもの、また心臓の拍動、脳波、などがあり、周期の長いものでは、鳥の渡り・魚の回遊・植物の開花などに見られるように季節単位（年単位）のものもある。だが周期性のものだけでなく、一定時間の経過だけを示す「タイマー型生物時計」（砂時計型生物時計）と呼ばれるものもあることが知られている。
特によく知られているのは日周の機構である。動物・植物を自然環境から切り離し、時間帯で変化しない定常光のもとにおいても、動物の排出物質の濃度は日周リズムを示すものが多いことなどから動植物には時計機構が内在していることが判っている。ただしその機構がどこにどのような形、しくみで存在しているのかについては詳しくは判っていない。ただし生物の体内の日周リズム機構は正確に24時間周期で動いているわけではない。（多くの場合）少しずつ遅れる方向にズレている。おおよそ25時間周期といわれ、光を浴びることによってリセットされる。そういったわけで「サーカディアンリズム（circadian rhythm）」「概日リズム」と呼んでいるわけである。自然界に生きている生物は、日照の有無による明暗、昼・夜があるので、それを用いて生物時計のずれを補正している。
生物の生命時計は環境の影響を遮断しても約24時間周期のリズムを継続できる。これはラットの実験で一定条件の温度、明るさのもとで温度や明るさの情報から時間を判断できないよう飼っても24時間周期の生活リズムが確認されている。

## 生物時計の場所

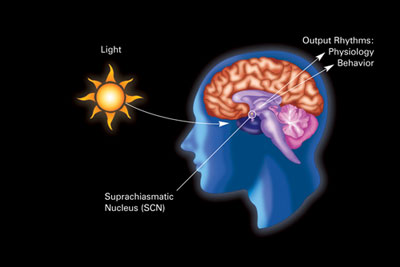
視交叉上核

生物時計の存在場所は、動物によって異なり、ほ乳類では左右の視神経が交差する部位の少し上の視交叉上核に存在する。視交叉上核を破壊されたラットでは24時間の昼夜のリズムがなくなるが、それ以外の目立った障害は見られなかった。このことから視交叉上核が生命時計として特化して機能する器官と考えられる。

## 生物時計の仕組み
生物時計の機能は、生物時計を担う器官の一つ一つが保有しており、その内部で生成されるタンパク質が振り子の役割を果たしているが、細胞内の化学反応の一つ一つはせいぜい数分程度で終了する。この振り子の役割を担うタンパク質は時計遺伝子が作りだしており、このタンパク質が増えると自分と同じタンパク質が増えすぎないよう、タンパク質を作る時計遺伝子の働きを抑制する。すなわち、タンパク質が細胞内に増加してくればタンパク質が減少する方向に反応が進み、タンパク質が減少するとタンパク質は増える方向に反応する。これを「負のフィードバック機構」という。この働きにより、生物は細胞内のタンパク質が約24時間周期で増減（振動）することで時計の役割を果たしている。この生命時計のメカニズムはカビからヒトまで真核生物に共通したものである。